# 孙继皋墓
31°26′11″N 120°13′19″E / 31.43649°N 120.222015°E
孙继皋墓，位于中华人民共和国江苏省无锡市滨湖区大浮镇白旄前湾、龙寺生态园景区内，是明朝状元孙继皋之墓、无锡市文物保护单位。

## 历史
明万历四十二年（1615年）建造，是无锡市唯一的状元墓。清朝道光五年（1825年），孙氏老二房后裔、闽浙总督孙尔准大修。墓坐东朝西，面对梅梁湖中拖山，有石级甬道、立有文武翁仲、石马、石羊。以及国子监祭酒朱国桢撰写的神道碑，月池旁有牌坊。咸丰三年（1853年），老四房后裔孙应谷、孙敦谷、孙伊谷、孙颍谷等人集资在附近补种四百余株树木。
文化大革命期间，墓地遭到严重破坏。1985年，无锡市人民政府拨款对孙继皋墓进行修复。1986年7月，市政府公布为无锡市文物保护单位。

## 图库

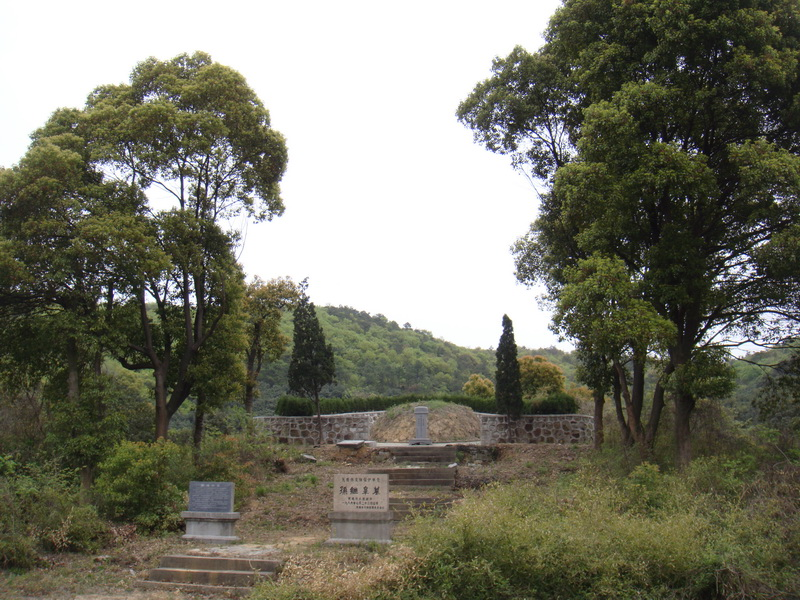
孙继皋墓
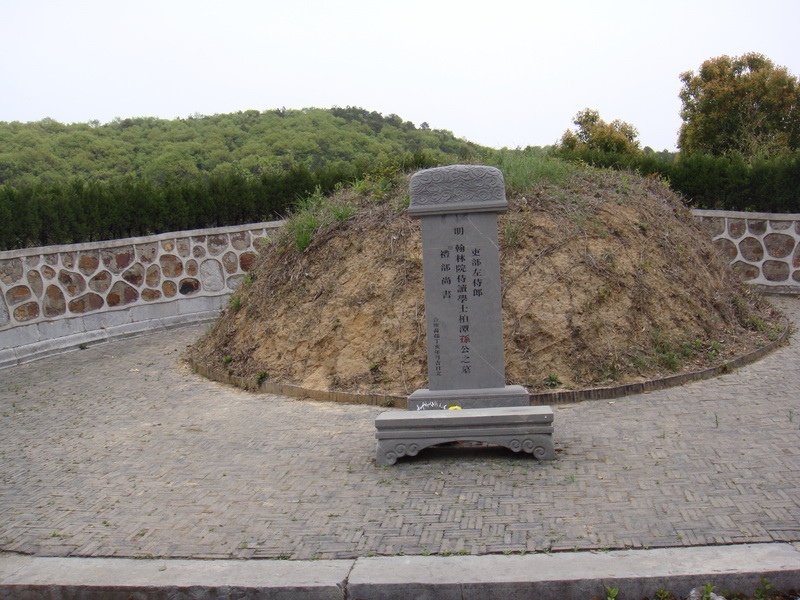
孙继皋墓
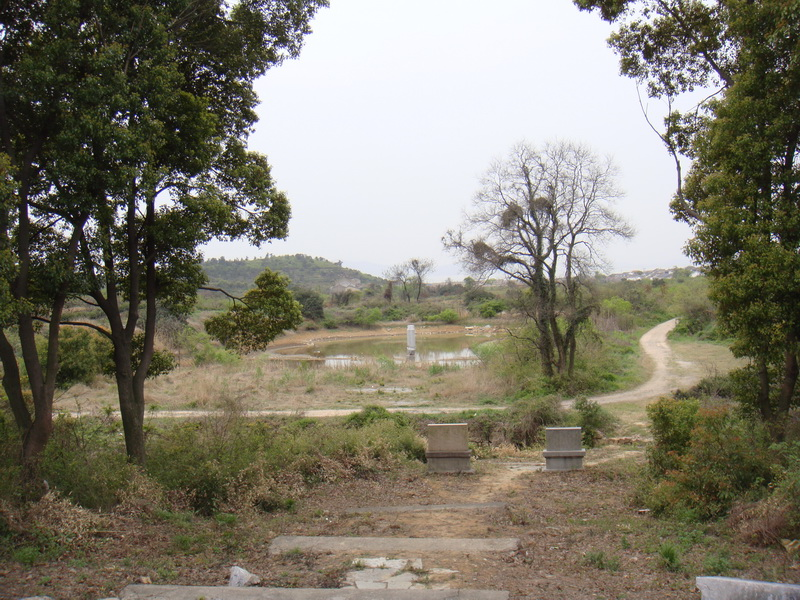
孙继皋墓文保石碑